# Epiplema vacuata
Epiplema vacuata är en fjärilsart som beskrevs av W. Warren 1905. Epiplema vacuata ingår i släktet Epiplema och familjen Uraniidae. Inga underarter finns listade i Catalogue of Life.